# انقلاب 1973 في أفغانستان
الانقلاب الأفغاني 1973 هو ثورة سلمية هدفت للإطاحة بالملك محمد ظاهر شاه دون إراقة الدماء ونظمها قائد الجيش آنذاك الفريق محمد داود خان في 17 يوليو 1973. في كابول بأفغانستان، أطاحت القوات التي يترأسها داود خان ورئيس أركان الجيش الجنرال عبد الكريم مستجاني بالملكية بينما كان الملك في الخارج يخضع لجراحة في العين ويتلقى علاجًا لآلام أسفل الظهر في إسكيا بإيطاليا. ساعد داود خان ضباط الجيش اليساريين والموظفين المدنيين من فصيل البرشام في الحزب الديمقراطي الشعبي، بمن فيهم عقيد القوات الجوية عبد القادر. قرر الملك ظاهر شاه عدم الرد عليه، وتنحى عن منصبه رسميًا في 24 أغسطس، وبقي في إيطاليا في المنفى. انتهى بذلك أكثر من قرنين من الحكم الملكي (منذ تأسيس الدولة الدرانية في عام 1747).

## معلومات أساسية

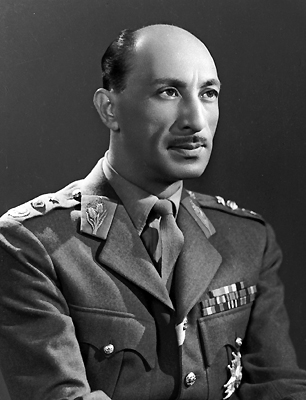
الملك ظاهر شاه ملك أفغانستان في 1963م.

حكم الملك ظاهر شاه منذ عام 1933، وشغل ابن عمه داود خان منصب رئيس الوزراء في الفترة من 1953 إلى 1963. اضطربت علاقة داود خان بالملك ولم يتمكن أيضًا من تولي منصب سياسي بعد دستور عام 1964، الذي حظر ذلك على أفراد سلالة بركزاي الحاكمة. يعتقد البعض أن الملك تعمد فعل ذلك بسبب آراء داود خان القوية المؤيدة لبشتونستان والتي اعتبرها متطرفة للغاية. اغتنم داود خان الفرصة إبان تزايد استياء الشعب من فشل إصلاحات خمس حكومات متعاقبة منذ تشكيل حكومة برلمانية في عام 1964، بالإضافة إلى ضعف الاستجابة للمجاعة التي حصلت في 1971- 1972 والتي يُعتقد بأنها سبب مقتل الآلاف في الأجزاء الوسطى والشمالية الغربية من البلاد، وخاصة في ولاية غور.

## تداعيات الانقلاب
رغم أن داود خان كان فردًا من سلالة بركزاي الحاكمة، ألغى النظام الملكي وأنشأ بدلًا من ذلك جمهورية جديدة، فأعلن نفسه رئيسًا للدولة والحكومة  ووزيرًا للخارجية ورئيسًا للجيش. أصبح القصر الملكي في كابول مقر الرئاسة الرسمي. في خطاب إذاعي، وصف داود خان الانقلاب بـ«الثورة الوطنية التقدمية»، ونعت حكم الملك بـ«الفاسد والواهن» وتعهد باستبداله بـ«ديمقراطية حقيقية». تعهد أيضًا بمواصلة سياسة الحياد التي انتهجتها أفغانستان منذ القدم.
يبدو أن الانقلاب لاقى رواجًا بين السكان، الذين رأوا داود خان زعيمًا قويًا. أثارت صلات داود خان بالماركسية ودعم البرشام له في الانقلاب العسكري بعض الشكوك بأن الانقلاب كان استيلاءً شيوعيًا. لمنع المعارضة، أكد استمرارية التراث الديني والثقافي، كما اتضح في القرارات الجمهورية المُستحدثة في يوليو 1973.
عقب تولي داو خان السلطة، حل البرلمان والقضاء، مع إقامة حكم تنفيذي مباشر. عُقد مجلس اللويا جيرغا في أعقاب انتخابات الجمعية الدستورية في يناير 1977، وأقر دستور جديد يقيم دولة رئاسية ذات حزب واحد، يتمتع فيها حاكم الدولة بسلطة قوية. خلال فترة عمل داود خان رئيسًا للدولة، تدهورت علاقاته مع الاتحاد السوفيتي وباكستان والشيوعيين لعدة أسباب اجتماعية واقتصادية. في نهاية المطاف، أُطيح به وقُتل خلال ثورة ثور في عام 1978.